# Gartjärnen (Älvdalens socken, Dalarna)
Gartjärnen är en sjö i Älvdalens kommun i Dalarna och ingår i Dalälvens huvudavrinningsområde. Sjön har en area på 0,147 kvadratkilometer och ligger 652,1 meter över havet. Sjön avvattnas av vattendraget Gartjärnbäcken.

## Delavrinningsområde
Gartjärnen ingår i det delavrinningsområde (682760-139097) som SMHI kallar för Namn saknas. Medelhöjden är 644 meter över havet och ytan är 18,05 kvadratkilometer. Det finns inga avrinningsområden uppströms utan avrinningsområdet är högsta punkten. Gartjärnbäcken som avvattnar avrinningsområdet har biflödesordning 3, vilket innebär att vattnet flödar genom totalt 3 vattendrag innan det når havet efter 404 kilometer. Avrinningsområdet består mestadels av skog (79 procent) och sankmarker (11 procent). Avrinningsområdet har 0,15 kvadratkilometer vattenytor vilket ger det en sjöprocent på 0,8 procent.